# Ханс Шпайдел
Ханс Шпайдел (на немски: Hans Speidel) е германски офицер, служил по време на Първата и Втората световна война.

## Биография

### Ранен живот и Първа световна война (1914 – 1918)
Ханс Шпайдел е роден на 28 октомври 1897 г. в Метцинген, Германска империя. През 1914 г. се присъединявана към армията като офицерски кадет от пехотата. Участва в Първата световна война и до края ѝ е със звание лейтенант.

### Между военен период
След нея се присъединява към Райхсвера, където служи в различни пехотни и кавалерийски подразделения. От 1930 е на служба в генералния щаб, а от 1933 е германски заместник военен аташе в Париж.

### Втора световна война (1939 – 1945)
След приключване на френската кампания е назначен за началник-щаб на немските окупационни войски във Франция.

#### Германско-съветски фронт
През 1942 е отзован на германско-съветския фронт, а от 1943 е началник-щаб на Група армии „Юг“.
На 15 април 1944 г. Шпайдел е върнат във Франция като началник-щаб на Ервин Ромел в Група армии „Б“. След оттеглянето на Ромел продължава да служи под командването на Гюнтер фон Клуге. Чрез Карл-Хайнрих фон Штюлпнагел е свързан с преврата срещу Адолф Хитлер. Офицерският съд на честта (в състав: Герд фон Рундщет, Хайнц Гудериан, Вилхелм Кайтел) отказва да изключи Шпайдел от Вермахта, тъй като срещу него няма сериозни доказателства, че е замесен или съпричастен към атентата. В резултат на това решение Ханс Шпайдел не подлежи юрисдикционно на народния съд на Роланд Фрайслер. Независимо от това, Ханс Шпайдел е задържан от Гестапо в продължение на 7 месеца, и разпитван лично от Ернст Калтенбрунер за съпричнастността си към атентата. Освободен от съюзническите войски на 29 април 1945 година.

### Следвоенни години
След Втората световна война Ханс Шпайдел е преподавател по съвременна история в Тюбингенския университет. След образуването на Бундесвера е привлечен отново в армията, а от 1957 е произведен в генералски чин. В период април 1957 – септември 1963 заема длъжността „Командващ обединените сухопътни войски на НАТО в Централна Европа“ с щаб-квартира във Фонтенбло.
Веднага след назначението му на поста, на 23 май 1957 година вестник „Нойес Дойчланд“ публикува статия за миналото на генерал Ханс Шпайдел. Вестникът сочи, че той като помощник военно аташе на Германия в Париж организира Марсилския атентат. Тези разкрития се посрещат като цяло скептично в страните от НАТО и се възприемат като пропагандна маневра, насочена срещу пакта. Разкритията излизат наяве незабавно след издигането на Шпайдел на поста „Командващ обединените сухопътни войски на НАТО в Централна Европа“, което говори, че съветското разузнаване е разполагало с разобличаващите Шпайдел факти доста по-отрано, от момента на обявяването им.
През 1959 година в Берлин излиза и брошура за Операция „Тевтонски меч“. Съпрузите-кинорежисьори Ендрю и Анели Торндайк въз основа на архивните документални материали съхранявани от специалните служби на източния блок правят пропагандния филм Операция „Тевтонски меч“, целящ дискредитирането на Ханс Шпайдел и НАТО. През 1966, след като Ханс Шпайдел вече не заема военната длъжност „Командващ обединените сухопътни войски на НАТО в Централна Европа“, в Москва излиза книгата на руския историк и геополитик Владимир Волков Операция „Тевтонски меч“.

### Смърт
Ханс Шпайдел умира на 28 ноември 1984 г. в Бад-Хонеф, ФРГ.

## Военна декорация
- Германски орден „Железен кръст“ (1914) – II (?) и I степен (?)
- Германски орден „Кръст на честта“ (?)
- Сребърни пластинки към ордена Железен кръст (?) – II (?) и I степен (?)
- Орден „Германски кръст“ (1942) – златен (8 октомври 1942)
- Рицарски кръст (1 април 1944)